# Mons Gruithuisen Delta

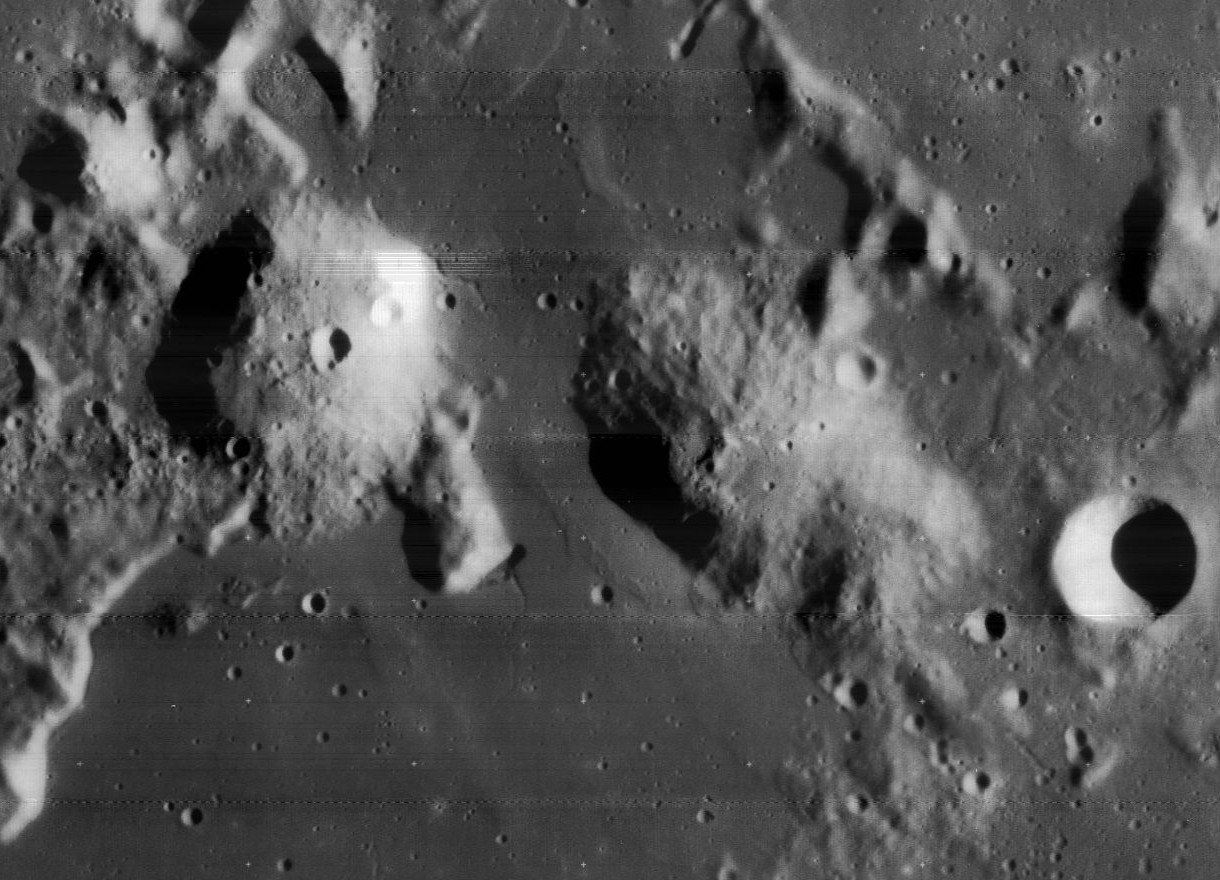
Domos Gruithuisen Delta, Gamma y NW.
Foto: Lunar Orbiter 4.

Mons Gruithuisen Delta (δ) es un domo lunar que se encuentra al norte del cráter Gruithuisen, del cual toma el nombre, y situado en el borde occidental de Mare Imbrium. El nombre fue puesto en referencia al astrónomo alemán Franz von Paula Gruithuisen.
Este macizo tiene forma de domo ovalado, ocupando un diámetro de unos 27 km y subiendo suavemente a una altitud de unos 1800 m. En su cima, de relieve más bien plano como corresponde a un domo, aparece una pequeña elevación.
Al lado de Mons Gruithuisen Delta se encuentran dos domos más, al oeste Mons Gruithuisen Gamma, y al noroeste el denominado NW (Northwest).

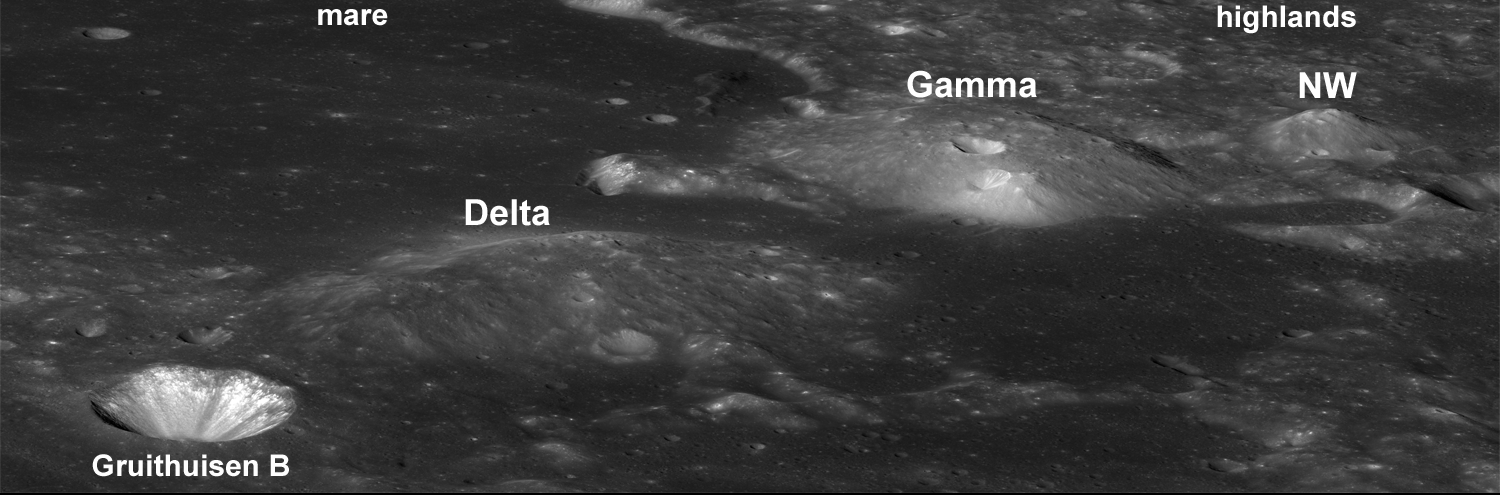
Domos Gruithuisen Delta, Gamma y NW (Northwest). Foto: LRO.